# Jervis Johnson
Jervis Johnson (Londra, 12 giugno 1959) è un designer inglese.
Al momento è anche uno dei manager della Games Workshop. All'inizio è stato il capo della divisione Specialist Games e la sua principale creazione è il gioco di miniature Blood Bowl che nel 1994 si è aggiudicato un Origins Awards. È famoso per aver contribuito attivamente alla creazione dei seguenti wargame:
- Blood Bowl
- Advanced Hero Quest
- Warhammer 40.000
- Necromunda
- Epic Armageddon
- Battlefleet Gothic

e per aver scritto il libro per Warhammer 40.000 Codex: Angeli oscuri.
| Controllo di autorità | VIAF (EN) 58595809 · LCCN (EN) nb2004308796 |